# Cylindrepomus ysmaeli
Cylindrepomus ysmaeli là một loài bọ cánh cứng trong họ Cerambycidae.